# الجر هیس
الجر هیس (انگلیسی: Alger Hiss؛ ۱۱ نوامبر ۱۹۰۴ – ۱۵ نوامبر ۱۹۹۶) از مسئولان دولتی ایالات متحده آمریکا بود که به جاسوسی برای اتحاد جماهیر سوسیالیستی شوروی در سال ۱۹۴۸ متهم و در ارتباط با این اتهام در سال ۱۹۵۰ به دلیل سوگند دروغین محکوم شد. او پیش از متهم شدن و محاکمه، به عنوان یکی از مقامات وزارت امور خارجه ایالات متحده آمریکا و سازمان ملل متحد دست اندرکار ایجاد این سازمان بود. او در ادامهٔ زندگی به عنوان مدرس و نویسنده کار کرد.
یکی از اعضای سابق حزب کمونیست ایالات متحده آمریکا به نام ویتکر چِیْمبِرز در سال ۱۹۴۸ پس از احضار به کمیتهٔ فعالیت‌های ضد آمریکایی کنگره شهادت داد که هیس، حین کار در دولت فدرال، مخفیانه کمونیست بوده، گرچه جاسوس نبوده‌است. هیس، پس از فراخوانده شدن به کمیته، این اتهام را کلاً رد کرد. وقتی چیمبرز در سطح ملی بر ادعای خود پافشاری کرد، هیس از او به دلیل افترا شکایت کرد.
کمیته فعالیت‌های ضد آمریکایی کنگره، از سوی دولت ترومن تحت فشار بود که به بازخواست جدی از شخص مهمی همچون هیس نپردازد، اما ریچارد نیکسون که از اعضای این کمیته بود و از کسانی هم اطلاعاتی در مورد فعالیتهای هیس به دست آورده بود بر پیگیری اتهام هیس اصرار داشت.
چیمبرز، در جریان فرایند بررسی حقوقی، شواهد جدیدی مبنی بر این که او و هیس جاسوسی کرده‌اند، ارائه کرد. هر دو آنها، پس از ادای سوگند به کمیته، جاسوسی را انکار کرده بودند. یک هیئت منصفهٔ فدرال، هیس را در دو مورد شهادت دروغ محکوم کرد؛ چیمبرز به همان جرایم اعتراف کرد ولی به دلیل همکاری با دولت، هرگز محکوم نشد. هیس به دلیل قانون مرور زمان به علت جاسوسی محاکمه نشد اما در ۱۹۵۰ او به دلیل سوگند دروغ به دو دورهٔ حبس پنج ساله محکوم شد که ۳ سال و نیم آن را گذراند.